# Скопеле (Верчели)
Скопеле је насеље у Италији у округу Верчели, региону Пијемонт.
Према процени из 2011. у насељу је живело 63 становника. Насеље се налази на надморској висини од 463 м.